# Asko Tarkka

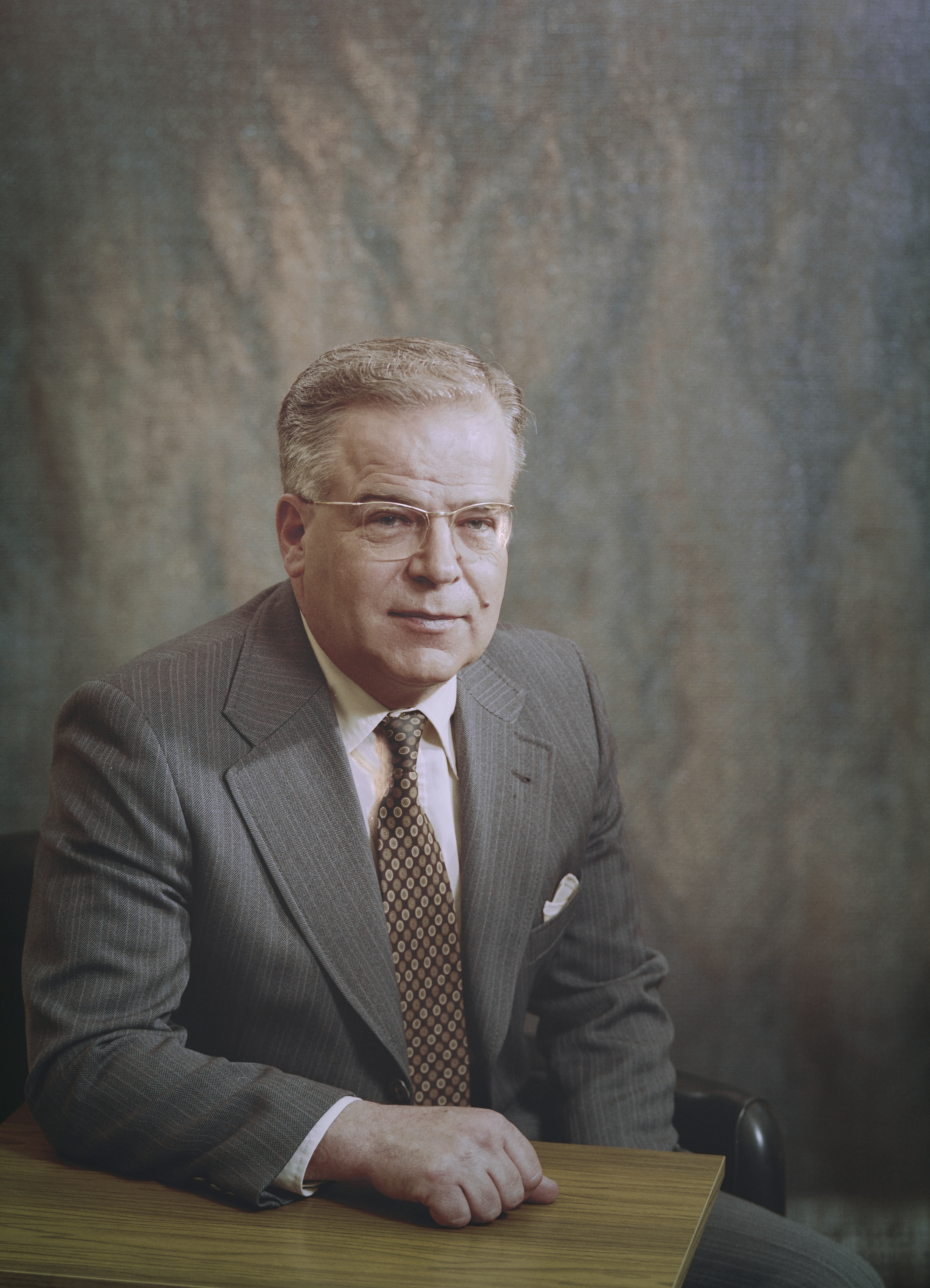
Asko Tarkka år 1980.

Asko Kalle Sakari Tarkka, född 24 maj 1929 i Tammerfors, död 25 augusti 2020 i Helsingfors var en finländsk industrialist, vicehäradshövding 1957.
Tarkka anställdes 1958 som jurist vid Huhtamäki Oy och var 1976–1989 vd för företaget samt styrelseordförande 1982–1993. Han erhöll bergsråds titel 1980.

## Utmärkelser
- Riddartecknet av I klass av Finlands Vita Ros’ orden,  6 december 1975[2]
- Kommendörstecknet av Finlands Vita Ros’ orden,  6 december 1985[3]
- Militärens förtjänstmedalj,  4 juni 1986[4]

[Redigera Wikidata]